# 李宓 (台灣藝人)
李宓（英語：Mina Lee，1984年4月8日—），台灣女歌手、演員、活動主持人。畢業於國立臺灣大學戲劇系，2006年踏入演藝圈，並於2016年發行第一張個人迷你專輯《無極限》，2017年發行第二張個人迷你專輯《熱HOT》，2018年發行首張個人專輯《唇蜜》，2020年推出最新單曲〈愛 不凋零〉以及個人首部微電影《被討厭的勇氣》。2021年8月推出最新單曲〈新娘紗〉，是她和陳零九共同打造，彼此因玩狼人殺結緣。李宓於2021年8月15日發布已婚訊息。

## 生平
2006年，匿名參與「寧裸不核」的公益影片拍攝。同年，當選美胸皇后比賽冠軍。2007年，當選台灣比基尼小姐亞軍。
2008年，加入明艷光經紀公司，成為李妍瑾的師妹。同年代表台灣去馬來西亞參加國際旅遊小姐大賽。2009年，代表台灣去中國參加世界模特大賽。
2010年，加入女子團體Gia，發行首張同名迷你專輯，代言上海世博會慈善公益活動。2014年，受邀前往馬來西亞巡迴歌唱表演。
2015年，成立秘密基地桌遊專賣店。
2016年，發行第一張個人迷你專輯《無極限》。2017年，發行第二張個人迷你專輯《熱HOT》。
2017年，飾演女主角的電影《台北物語》上映。
2018年，發行首張個人專輯《唇蜜》。
2020年，推出最新單曲《愛 不凋零》以及個人首部微電影《被討厭的勇氣》。
2021年，8月推出最新單曲《新娘紗》，李宓在桌遊店結識小5歲的圈外男友，經證實兩人已登記結婚；9月推出全新數位EP《出嫁》。

## 音樂作品
團體迷你專輯
- 2010年    GIA同名迷你專輯

個人迷你專輯
- 2016年  《無極限》
- 2017年  《熱HOT》
- 2020年  《無謂的勇氣》
- 2021年  《出嫁》

個人專輯
- 2018年  《唇蜜》

## 影視作品
微電影/電影短片
- 2013年《倆個人如果在一起》

- 2014年  《保姆》

舞台劇
- 2014年   音樂舞台劇《失物招領》[1]
- 2015年  《愛戀基隆》

電影
- 2017年  《台北物語》 飾演 郭心純
- 2020年  《台北物語2：獲利者》飾演「醫師娘」

戲劇
- 2018年  《N世代》飾演宓娜
- 2020年  《我的婆婆怎麼那麼可愛》飾演小芬
- 待播出  《電競高校》飾演

## 廣告代言
- 2010年：漂亮家居台灣居家用品品牌大賞
- 2013年：五工家具商圈  風華特展[2]
- 2013年：手機遊戲「新仙劍奇俠傳」[3]
- 2014年：手機遊戲「真三國大戰」[4]
- 2015年：動物保護活動「安樂死我呸」
- 2016年：台中國際新車大展
- 2016年：高雄世界新車大展
- 2016年：台中春季電腦展
- 2017年：台北新車大展
- 2018年：流浪動物公益活動「毛起來幸福」

## 外部連結
- 李宓Mina的Facebook專頁
- 李宓的Instagram帳戶
- YouTube上的李宓頻道